# NGC 1760
NGC 1760 est une nébuleuse en émission située dans la constellation de la Dorade. Cette nébuleuse est située dans le Grand Nuage de Magellan. Elle a été découverte par l'astronome écossais James Dunlop en 1826.